# Rhodinicola tenuis
Rhodinicola tenuis – gatunek widłonoga z rodziny Clausiidae. Podobnie jak inni przedstawiciele rodziny jest pasożytem wieloszczetów.

## Systematyka
Gatunek ten opisał w 2013 roku międzynarodowy zespół biologów w składzie: Il-Hoi Kim, Andrej Sikorski, Myles O’Reilly i Geoff A. Boxshall. Holotyp to samica pozyskana w sierpniu 2004 roku z nieznanego gatunku żywiciela złowionego przez statek badawczy R/V Smolensk na głębokości 69 metrów na stanowisku Stn 25-3 (70°08,0′N 56°58,5′E/70,133333 56,975000, Morze Peczorskie – południowo-wschodnia część Morza Barentsa). Samca nie opisano. Epitet gatunkowy tenuis pochodzi z łaciny i oznacza „smukły”, co odnosi się do smukłego ciała tego gatunku.